# Gypsophila lignosa
Gypsophila lignosa är en nejlikväxtart som beskrevs av William Botting Hemsley och Lace. Gypsophila lignosa ingår i släktet slöjor, och familjen nejlikväxter. Inga underarter finns listade i Catalogue of Life.